# Robert Main
Robert Main (Upnor, 12 luglio 1808 – Oxford, 9 maggio 1878) è stato un astronomo britannico.

## Biografia
Nacque a Upnor nel Kent figlio maggiore di Thomas Main. Frequentò le scuole a Portsea (Portsmouth) per poi studiare matematica al Queens' College di  Cambridge ove si laureò come sesto del suo corso (sixth Wrangler) nel 1834. Nel 1835 fu nominato capo assistente dell'Osservatorio di Greenwich sotto la direzione  di George Airy con il quale collaborò per venticinque anni durante i quali pubblicò numerosi articoli sui moti stellari e planetari, le parallassi stellari e le dimensioni e le forme dei pianeti. Fu ordinato presbitero della Chiesa Anglicana nel 1837 ed in questa veste partecipò regolarmente alle funzioni religiose quando era a Greenwich. Dal 1860 divenne direttore del Radcliffe Observatory dell’Università di Oxford fino alla data della sua morte nel 1878. Ad Oxford fece numerose osservazioni di stelle e di stelle binarie  oltre ad  osservazioni sui satelliti di Giove e della grande cometa del 1861.  

## Opere
Pubblicò numerose opere di carattere astronomico tra cui  il testo  Practical and Spherical Astronomy nel 1863. Supervisionò la terza edizione del testo di Herschel A Manual of Scientific Enquiry, prepared for the use of Her Majesty's Navy and adapted for travellers in general che includeva anche un articolo di carattere geologico di Charles Darwin.  Fu responsabile della edizione del Second Radcliffe Catalogue con la descrizione di 6317 stelle e, insieme a Charles Pritchard, del Catalogue of 10300 multiple and double star.  Nel 1860 pubblicò dodici sermoni tenuti  alla St. Mary's Church di Greenwich; nel 1875 la prolusione Modern Philosophic Scepticism Examined tenuta alla Philosophical Society of Great Britain  e un sermone sulla Prima lettera ai Corinzi 1:22-24 redatto per la British Association for the Advancement of Science nello stesso 1875.

## Riconoscimenti
Dal 1841 al 1861 fu, in successione, segretario onorario, vice presidente e presidente della Royal Astronomical Society. Nel 1860 fu eletto membro (Fellow) della Royal Society.
Nel 1858 fu insignito della Gold Medal della  Royal Astronomical Society
A Robert Main la UAI ha intitolato il cratere lunare Main  e il cratere marziano Main 